# Live at the Fillmore East (album de Jefferson Airplane)
Pour les articles homonymes, voir Live at the Fillmore.
Albums de Jefferson Airplane
Jefferson Airplane Loves You
(1992) Sweeping Up the Spotlight: Live at the Fillmore East 1969
(2007)
Live At The Fillmore East est un album en concert de Jefferson Airplane enregistré au Fillmore East en 1968 et sorti en 1998. Il existe un autre album au nom proche, Sweeping Up the Spotlight: Live at the Fillmore East 1969, qui est un concert de Jefferson Airplane de 1969 sorti en 2007, également enregistré au Fillmore East.

## Titres
1. Intro/The Ballad of You and Me and Pooneil – 8:35
2. She Has Funny Cars – 3:56
3. It's No Secret – 3:41
4. Won't You Try/Saturday Afternoon – 5:07
5. Greasy Heart – 4:05
6. Star Track – 7:36
7. Wild Time (H) – 3:21
8. White Rabbit – 2:58
9. Thing – 11:28
10. Today – 3:29
11. The Other Side of this Life – 5:13
12. Fat Angel – 9:04
13. Watch Her Ride – 3:12
14. Closing Comments – 0:46
15. Somebody To Love – 3:21

## Musiciens
- Marty Balin : chant, guitare
- Jack Casady : basse
- Spencer Dryden : batterie
- Paul Kantner : chant, guitare rythmique
- Jorma Kaukonen : chant, guitare principale
- Grace Slick : chant, piano